# Igor Kováč
Igor Kováč (Eslovaquia, 12 de mayo de 1969) es un atleta eslovaco, especializado en la prueba de 110 m vallas en la que llegó a ser medallista de bronce mundial en 1997.

## Carrera deportiva
En el Mundial de Atenas 1997 ganó la medalla de bronce en los 110 metros vallas, con un tiempo de 13.18 segundos, llegando a meta tras el estadounidense Allen Johnson y el británico Colin Jackson (plata).